# 王建华 (1954年)
王建华（1954年2月—），男，汉族，山西长治人，西安交通大学教授、博士生导师，曾任西安交通大学党委书记。第十一届全国政协委员。

## 生平
1993年6月加入中国共产党。2008年，当选第十一届全国政协委员，代表教育界，分入第四十二组。